# Cloreto de tório(IV)
Cloreto de tório(IV) é o composto de fórmula química ThCl4.